# DB Cargo Bulgaria
Die DB Cargo Bulgaria (bulgarisch: Ди Би Карго България ЕООД) ist ein im Bereich Schienengüterverkehr tätiges bulgarisches Eisenbahnverkehrsunternehmen. Die Deutsche-Bahn-Tochter wurde 2010 aus einer seit 2002 bestehenden Niederlassung der Logistic Services Danubius in Pirdop gegründet.

## Fuhrpark
Es steht ein Fuhrpark von über 30 Lokomotiven und 300 Güterwagen zur Verfügung. Es sind Lokomotiven folgender Baureihen im Einsatz:
- EA 3000
- Klasse 92
- BR 232
- zudem verschiedene Rangierlokomotiven deutscher Produktion

## Werkstatt
Das Wagenausbesserungswerk Karlowo (bulgarisch Вагоно-ремонтния завод – Карлово (ВРЗ)) war von 1964 bis 2014 eine Reparaturwerkstatt. Derzeit investiert DB Cargo über 6 Millionen Lew in den Standort. Neben Wagen mit öffnungsfähigem Dach können inzwischen auch Lokomotiven instand gehalten werden.